# Брусник (Битољ)
Брусник (мкд. Брусник) је насеље у Северној Македонији, у јужном делу државе. Брусник припада општини Битољ.

## Географија
Насеље Брусник је смештено у јужном делу Северне Македоније. Од најближег већег града, Битоља, насеље је удаљено 4 km југозападно, па је оно у ствари предграђе.
Брусник се налази на југозападном ободу Пелагоније, највеће висоравни Северне Македоније. Насеље је смештено на североисточним падинама планине Баба. Северно од села протиче речица Драгор. Надморска висина насеља је приближно 870 метара.
Клима у насељу је планинска због знатне надморске висине.

## Становништво
Брусник је према последњем попису из 2021. године имао 190 становника.
| Национални састав према попису из 2021.‍ | Национални састав према попису из 2021.‍ | Национални састав према попису из 2021.‍ | Национални састав према попису из 2021.‍ | Национални састав према попису из 2021.‍ |
| --------------------------------------- | --------------------------------------- | --------------------------------------- | --------------------------------------- | --------------------------------------- |
|                                         |                                         |                                         |                                         |                                         |
| Македонци                               | Македонци                               |                                         | 179                                     | 94,2%                                   |
| непописани                              | непописани                              |                                         | 9                                       | 4,7%                                    |

Већинска вероисповест је православље.

## Познате личности
- Бошко Станковски, учесник Народноослободилачке борбе и друштвено-политички радник СР Македоније
- Васко Карангелески, генерал-пуковник ЈНА, друштвено-политички радник СФР Југославије и СР Македоније и народни херој Југославије
- Дане Петковски, учесник Народноослободилачке борбе и генерал-пуковник ЈНА